# 1991-es U17-es labdarúgó-világbajnokság
Az 1991-es U17-es labdarúgó-világbajnokságot Olaszországban rendezték 1991. augusztus 16. és augusztus 31. között. 16 válogatott vett részt a tornán. A világbajnokságon 1974. augusztus 1. után született labdarúgók vehettek részt. A tornát Ghána nyerte meg.

## Csapatok
| Szövetség                                         | Selejtező torna                                 | Csapatok                               |
| ------------------------------------------------- | ----------------------------------------------- | -------------------------------------- |
| AFC (Ázsia)                                       | 1990-es U17-es Ázsia-kupa                       | Kína · Katar · Egyesült Arab Emírségek |
| CAF (Afrika)                                      | 1991-es U16-os Afrika-kupa                      | Kongó · Ghána · Szudán                 |
| CONCACAF (Észak és Közép-amerikai, Karibi térség) | 1991-es U17-es CONCACAF-aranykupa               | Kuba · Mexikó · Egyesült Államok       |
| CONMEBOL (Dél-Amerika)                            | 1991-es U17-es dél-amerikai Labdarúgó-bajnokság | Argentína · Brazília · Uruguay         |
| OFC (Óceánia)                                     | 1991-es U17-es óceániai Selejtező-torna         | Ausztrália                             |
| UEFA (Európa)                                     | 1991-es U17-es labdarúgó-Európa-bajnokság       | Németország · Spanyolország            |
| Rendező ország                                    | Rendező ország                                  | Olaszország                            |

## Csoportkör
A csoportok első két helyezettje jutott tovább a negyeddöntőkbe, onnantól egyeneses kieséses rendszerben folytatódtak a küzdelmek.
A mérkőzések kezdési időpontjai helyi idő szerint vannak feltüntetve.
| Jelmagyarázat                                                            |
| ------------------------------------------------------------------------ |
| A csoportok első két helyezettje bejutott az egyenes kieséses szakaszba. |
| A csoportok harmadik és negyedik helyezettjei kiestek.                   |

### A csoport
| Csapat           | M | Gy | D | V | G+ | G– | Gk | P |
| ---------------- | - | -- | - | - | -- | -- | -- | - |
| Egyesült Államok | 3 | 3  | 0 | 0 | 5  | 1  | +4 | 6 |
| Argentína        | 3 | 1  | 1 | 1 | 2  | 2  | 0  | 3 |
| Olaszország      | 3 | 0  | 2 | 1 | 2  | 3  | –1 | 2 |
| Kína             | 3 | 0  | 1 | 2 | 4  | 7  | –3 | 1 |

| 1991. augusztus 16. 18:00 |

| Olaszország | 0–1               | Egyesült Államok |
| ----------- | ----------------- | ---------------- |
|             | (0–1) Jegyzőkönyv | Dunne 18'        |

| Montecatini Nézőszám: 3200 Játékvezető: Ulisses Tavares da Silva (brazil) |

| 1991. augusztus 17. 21:00 |

| Kína        | 1–2               | Argentína                           |
| ----------- | ----------------- | ----------------------------------- |
| Gao Fei 58' | (0–0) Jegyzőkönyv | Verón 50' Castellani 77' (11-esből) |

| Viareggio Nézőszám: 350 Játékvezető: Leif Sundell (svéd) |

| 1991. augusztus 20. 18:00 |

| Olaszország               | 2–2               | Kína                      |
| ------------------------- | ----------------- | ------------------------- |
| Del Piero 30' Giraldi 67' | (1–1) Jegyzőkönyv | Yu Liang 14' Yu Huang 73' |

| Viareggio Nézőszám: 1200 Játékvezető: Miguel Angel Salas Castillo (mexikói) |

| 1991. augusztus 20. 20:00 |

| Egyesült Államok | 1–0               | Argentína |
| ---------------- | ----------------- | --------- |
| McKeon 23'       | (1–0) Jegyzőkönyv |           |

| Viareggio Nézőszám: 1200 Játékvezető: Rachid Ben Khedija (tunéziai) |

| 1991. augusztus 22. 18:00 |

| Olaszország | 0–0         | Argentína |
| ----------- | ----------- | --------- |
|             | Jegyzőkönyv |           |

| Viareggio Nézőszám: 2000 Játékvezető: Philippe Leduc (francia) |

| 1991. augusztus 22. 20:00 |

| Egyesült Államok                  | 3–1               | Kína        |
| --------------------------------- | ----------------- | ----------- |
| Beachum 6' Montoya 37' McKeon 71' | (2–1) Jegyzőkönyv | Gao Fei 32' |

| Viareggio Nézőszám: 2000 Játékvezető: Nizar Watti (szíriai) |

### B csoport
| Csapat     | M | Gy | D | V | G+ | G– | Gk | P |
| ---------- | - | -- | - | - | -- | -- | -- | - |
| Ausztrália | 3 | 2  | 0 | 1 | 6  | 4  | +2 | 4 |
| Katar      | 3 | 1  | 1 | 1 | 1  | 1  | 0  | 3 |
| Kongó      | 3 | 1  | 1 | 1 | 2  | 3  | –1 | 3 |
| Mexikó     | 3 | 1  | 0 | 2 | 5  | 6  | –1 | 2 |

| 1991. augusztus 17. 21:00 |

| Kongó | 0–0         | Katar |
| ----- | ----------- | ----- |
|       | Jegyzőkönyv |       |

| Carrara Nézőszám: 600 Játékvezető: Jorge Osvaldo Orellana Vimos (ecuadori) |

| 1991. augusztus 18. 21:00 |

| Ausztrália                         | 4–3               | Mexikó                     |
| ---------------------------------- | ----------------- | -------------------------- |
| Agostino 5' 28' 29' Kiratzoglu 17' | (4–1) Jegyzőkönyv | Garza 25' Toledano 69' 74' |

| Carrara Nézőszám: 500 Játékvezető: Lim Kee Chong (mauritiusi) |

| 1991. augusztus 20. 19:00 |

| Kongó | 0–2               | Ausztrália                |
| ----- | ----------------- | ------------------------- |
|       | (0–0) Jegyzőkönyv | Healey 63' Kiratzoglu 74' |

| Carrara Nézőszám: 200 Játékvezető: Letchmanasamy Kathirveloo (malajziai) |

| 1991. augusztus 20. 21:00 |

| Katar | 0–1               | Mexikó      |
| ----- | ----------------- | ----------- |
|       | (0–1) Jegyzőkönyv | Toledano 5' |

| Carrara Nézőszám: 200 Játékvezető: Sabino Farina Cespedes (paraguayi) |

| 1991. augusztus 22. 19:00 |

| Kongó                   | 2–1               | Mexikó     |
| ----------------------- | ----------------- | ---------- |
| Kibiti 17' Tchicaya 31' | (2–0) Jegyzőkönyv | García 71' |

| Carrara Nézőszám: 400 Játékvezető: Mario van der Ende (holland) |

| 1991. augusztus 22. 21:00 |

| Katar         | 1–0               | Ausztrália |
| ------------- | ----------------- | ---------- |
| Al Tamimi 76' | (0–0) Jegyzőkönyv |            |

| Carrara Nézőszám: 400 Játékvezető: Juan Bava (argentin) |

### C csoport
| Csapat                  | M | Gy | D | V | G+ | G– | Gk | P |
| ----------------------- | - | -- | - | - | -- | -- | -- | - |
| Brazília                | 3 | 3  | 0 | 0 | 7  | 0  | +7 | 6 |
| Németország             | 3 | 1  | 1 | 1 | 5  | 5  | 0  | 3 |
| Szudán                  | 3 | 1  | 0 | 2 | 5  | 5  | 0  | 2 |
| Egyesült Arab Emírségek | 3 | 0  | 1 | 2 | 3  | 10 | –7 | 1 |

| 1991. augusztus 17. 21:00 |

| Szudán                                        | 4–1               | Egyesült Arab Emírségek |
| --------------------------------------------- | ----------------- | ----------------------- |
| Saeed 34' Hussein 36' Ahmed 37' Elmustafa 47' | (3–0) Jegyzőkönyv | Mohamed 59'             |

| Massa di Carrara Nézőszám: 250 Játékvezető: Arlington Success (Antigua és Barbuda-i) |

| 1991. augusztus 18. 19:00 |

| Németország | 0–2               | Brazília              |
| ----------- | ----------------- | --------------------- |
|             | (0–2) Jegyzőkönyv | Argel 18' Adriano 39' |

| Massa di Carrara Nézőszám: 800 Játékvezető: Fabio Baldas (olasz) |

| 1991. augusztus 20. 19:00 |

| Szudán    | 1–3               | Németország              |
| --------- | ----------------- | ------------------------ |
| Ahmed 78' | (0–0) Jegyzőkönyv | Sarna 48' Jaekel 62' 75' |

| Massa di Carrara Nézőszám: 200 Játékvezető: Angelo Amendolia (olasz) |

| 1991. augusztus 20. 21:00 |

| Egyesült Arab Emírségek | 0–4               | Brazília                         |
| ----------------------- | ----------------- | -------------------------------- |
|                         | (0–2) Jegyzőkönyv | Yan 20' Nene 26' Adriano 58' 62' |

| Massa di Carrara Nézőszám: 200 Játékvezető: Jan Damgaard (dán) |

| 1991. augusztus 22. 19:00 |

| Szudán | 0–1               | Brazília    |
| ------ | ----------------- | ----------- |
|        | (0–0) Jegyzőkönyv | Adriano 73' |

| Massa di Carrara Nézőszám: 500 Játékvezető: Angelo Amendolia (olasz) |

| 1991. augusztus 22. 21:00 |

| Egyesült Arab Emírségek                | 2–2               | Németország       |
| -------------------------------------- | ----------------- | ----------------- |
| Abdulrahman 12' (11-esből) Ibrahim 44' | (1–1) Jegyzőkönyv | Lutz 8' Sarna 51' |

| Massa di Carrara Nézőszám: 500 Játékvezető: Jorge Osvaldo Orellana Vimos (ecuadori) |

### D csoport
| Csapat        | M | Gy | D | V | G+ | G– | Gk | P |
| ------------- | - | -- | - | - | -- | -- | -- | - |
| Spanyolország | 3 | 2  | 1 | 0 | 9  | 3  | +6 | 5 |
| Ghána         | 3 | 2  | 1 | 0 | 5  | 2  | +3 | 5 |
| Uruguay       | 3 | 1  | 0 | 2 | 1  | 3  | –2 | 2 |
| Kuba          | 3 | 0  | 0 | 3 | 3  | 10 | –7 | 0 |

| 1991. augusztus 17. 21:00 |

| Ghána                     | 2–1               | Kuba        |
| ------------------------- | ----------------- | ----------- |
| Lamptey 8' 51' (11-esből) | (1–1) Jegyzőkönyv | Sánchez 26' |

| Livorno Nézőszám: 1500 Játékvezető: Omar Al Mehanna (szaúd-arábiai) |

| 1991. augusztus 18. 21:00 |

| Uruguay | 0–1               | Spanyolország |
| ------- | ----------------- | ------------- |
|         | (0–0) Jegyzőkönyv | Dani 64'      |

| Livorno Nézőszám: 1400 Játékvezető: Nizar Watti (szíriai) |

| 1991. augusztus 20. 19:00 |

| Ghána                 | 2–0               | Uruguay |
| --------------------- | ----------------- | ------- |
| Gargo 36' Lamptey 52' | (1–0) Jegyzőkönyv |         |

| Livorno Nézőszám: 1300 Játékvezető: Errol Forbes (trinidadi) |

| 1991. augusztus 20. 21:00 |

| Kuba                     | 2–7               | Spanyolország                                                                                     |
| ------------------------ | ----------------- | ------------------------------------------------------------------------------------------------- |
| Marten 56' Casamayor 66' | (0–3) Jegyzőkönyv | Toni Robaina 5' 23' Emilio Carrasco 13' Murgui 43' Pedro Velasco 52' César Palacios 58' Ramón 74' |

| Livorno Nézőszám: 1300 Játékvezető: Fabio Baldas (olasz) |

| 1991. augusztus 22. 19:00 |

| Ghána     | 1–1               | Spanyolország   |
| --------- | ----------------- | --------------- |
| Opoku 42' | (0–0) Jegyzőkönyv | Pepe Gálvez 62' |

| Livorno Nézőszám: 1300 Játékvezető: Ulisses Tavares da Silva (brazil) |

| 1991. augusztus 22. 21:00 |

| Kuba | 0–1               | Uruguay   |
| ---- | ----------------- | --------- |
|      | (0–0) Jegyzőkönyv | López 72' |

| Livorno Nézőszám: 1300 Játékvezető: Lim Kee Chong (mauritiusi) |

## Egyenes kieséses szakasz
|  |                             |                  |                                  |                           |       |           |                         |                             |                             |                             |               |       |       |
|  | Negyeddöntők                | Negyeddöntők     | Negyeddöntők                     |                           |       | Elődöntők | Elődöntők               | Elődöntők                   |                             |                             | Döntő         | Döntő | Döntő |
|  | Negyeddöntők                | Negyeddöntők     | Negyeddöntők                     |                           |       | Elődöntők | Elődöntők               | Elődöntők                   |                             |                             | Döntő         | Döntő | Döntő |
|  | augusztus 25. – Montecatini |                  |                                  |                           |       |           |                         |                             |                             |                             |               |       |       |
|  |                             |                  |                                  |                           |       |           |                         |                             |                             |                             |               |       |       |
|  | A1                          | Egyesült Államok | 1 (4)                            |                           |       |           |                         |                             |                             |                             |               |       |       |
|  | A1                          | Egyesült Államok | 1 (4)                            | augusztus 28. – Viareggio |       |           |                         |                             |                             |                             |               |       |       |
|  | B2                          | Katar            | 1 (5)                            |                           |       |           |                         |                             |                             |                             |               |       |       |
|  | B2                          | Katar            | 1 (5)                            |                           |       | Katar     | Katar                   | 0 (2)                       |                             |                             |               |       |       |
|  | augusztus 25. – Viareggio   |                  |                                  |                           |       | Katar     | Katar                   | 0 (2)                       |                             |                             |               |       |       |
|  |                             |                  | Ghána                            | Ghána                     | 0 (4) |           |                         |                             |                             |                             |               |       |       |
|  | C1                          | Ausztrália       | Ghána                            | Ghána                     | 0 (4) | 1         |                         |                             |                             |                             |               |       |       |
|  | C1                          | Ausztrália       |                                  |                           |       | 1         | augusztus 31. – Firenze |                             |                             |                             |               |       |       |
|  | D2                          | Argentína        | 2                                |                           |       |           |                         |                             |                             |                             |               |       |       |
|  | D2                          | Argentína        | 2                                |                           |       | Ghána     | Ghána                   | 1                           |                             |                             |               |       |       |
|  | augusztus 25. – Carrara     |                  |                                  |                           |       | Ghána     | Ghána                   | 1                           |                             |                             |               |       |       |
|  |                             |                  | Spanyolország                    | Spanyolország             | 0     |           |                         |                             |                             |                             |               |       |       |
|  | B1                          | Brazília         | Spanyolország                    | Spanyolország             | 0     | 1         |                         |                             |                             |                             |               |       |       |
|  | B1                          | Brazília         | augusztus 28. – Massa di Carrara |                           |       | 1         |                         |                             |                             |                             |               |       |       |
|  | A2                          | Ghána            | 2                                |                           |       |           |                         |                             |                             |                             |               |       |       |
|  | A2                          | Ghána            | 2                                |                           |       | Argentína | Argentína               | 0                           | Bronzmérkőzés               | Bronzmérkőzés               | Bronzmérkőzés |       |       |
|  | augusztus 25. – Livorno     |                  |                                  |                           |       | Argentína | Argentína               | 0                           | Bronzmérkőzés               | Bronzmérkőzés               | Bronzmérkőzés |       |       |
|  |                             |                  | Spanyolország                    | Spanyolország             | 1     |           |                         | augusztus 30. – Montecatini | augusztus 30. – Montecatini | augusztus 30. – Montecatini |               |       |       |
|  | D1                          | Spanyolország    | Spanyolország                    | Spanyolország             | 1     | 3         |                         | augusztus 30. – Montecatini | augusztus 30. – Montecatini | augusztus 30. – Montecatini |               |       |       |
|  | D1                          | Spanyolország    |                                  |                           |       |           |                         | Katar                       | Katar                       | 1 (1)                       |               |       |       |
|  | C2                          | Németország      | 1                                |                           |       |           |                         | Katar                       | Katar                       | 1 (1)                       |               |       |       |
|  | C2                          | Németország      | 1                                |                           |       | Argentína | Argentína               | 1 (4)                       |                             |                             |               |       |       |
|  |                             |                  |                                  |                           |       | Argentína | Argentína               | 1 (4)                       |                             |                             |               |       |       |

### Negyeddöntők
| 1991. augusztus 25. 18:00 |

| Egyesült Államok | 1–1 (h. u.)                 | Katar  |
| ---------------- | --------------------------- | ------ |
| Kelly 3'         | (1–1, 1–1, 1–1) Jegyzőkönyv | Bu 14' |
| Büntetőpárbaj    |                             |        |
|                  | 4–5                         |        |

| Montecatini Nézőszám: 2000 Játékvezető: Jorge Osvaldo Orellana Vimos (ecuadori) |

| 1991. augusztus 25. 21:00 |

| Ausztrália             | 1–2               | Argentína        |
| ---------------------- | ----------------- | ---------------- |
| Azconzobal 75' (öngól) | (0–1) Jegyzőkönyv | Comelles 29' 55' |

| Viareggio Nézőszám: 1100 Játékvezető: Fabio Baldas (olasz) |

| 1991. augusztus 25. 21:00 |

| Brazília    | 1–2               | Ghána                 |
| ----------- | ----------------- | --------------------- |
| Leandro 42' | (0–1) Jegyzőkönyv | Lamptey 36' Gargo 58' |

| Carrara Nézőszám: 1200 Játékvezető: Leif Sundell (svéd) |

| 1991. augusztus 25. 21:00 |

| Spanyolország                                | 3–1               | Németország |
| -------------------------------------------- | ----------------- | ----------- |
| Murgui 59' Toni Robaina 72' Josemi López 80' | (0–1) Jegyzőkönyv | Babatz 15'  |

| Livorno Nézőszám: 1100 Játékvezető: Nizar Watti (szíriai) |

### Elődöntők
| 1991. augusztus 28. 18:00 |

| Katar         | 0–0 (h. u.) | Ghána |
| ------------- | ----------- | ----- |
|               | Jegyzőkönyv |       |
| Büntetőpárbaj |             |       |
|               | 2–4         |       |

| Viareggio Nézőszám: 1200 Játékvezető: Fabio Baldas (olasz) |

| 1991. augusztus 28. 21:00 |

| Argentína | 0–1               | Spanyolország |
| --------- | ----------------- | ------------- |
|           | (0–1) Jegyzőkönyv | Murgui 22'    |

| Massa di Carrara Nézőszám: 1100 Játékvezető: Jan Damgaard (dán) |

### Bronzmérkőzés
| 1991. augusztus 30. 18:00 |

| Katar         | 1–1 (h. u.)                 | Argentína    |
| ------------- | --------------------------- | ------------ |
| Al Bedaid 60' | (0–0, 1–1, 1–1) Jegyzőkönyv | Akselman 80' |
| Büntetőpárbaj |                             |              |
|               | 1–4                         |              |

| Montecatini Nézőszám: 1500 Játékvezető: Mario van der Ende (holland) |

### Döntő
| 1991. augusztus 31. 18:00 |

| Ghána    | 1–0               | Spanyolország |
| -------- | ----------------- | ------------- |
| Duah 77' | (0–0) Jegyzőkönyv |               |

| Firenze Nézőszám: 5000 Játékvezető: Leif Sundell (svéd) |

## Díjak
| Az 1991-es U17-es labdarúgó-világbajnokság győztese |
| --------------------------------------------------- |
| · Ghána · 1. cím                                    |

adidas Golden Ball
- Nii Odartey Lamptey

adidas Golden Shoe
- Adriano
- Sandro
- Jens Sarna

FIFA Fair Play díj
- Argentína